# Šamanizam
Šamanizam je spiritističko-magijski oblik religije, najčešći kod arktičkih i subarktičkih plemena u Sibiru, sjevernoj i središnjoj Aziji (kod Ostjaka, Evenka, Neneka, Laponaca i dr.), te kod Eskima. Temelji se na vjerovanju u duhove kao gospodare prirode, s kojima ljudi mogu uspostaviti vezu uz pomoć određenih magijskih obreda koje izvodi plemenski vrač - šaman. Obično u ekstatičnom stanju, s pomoću bubnjeva, čegrtaljki, zvončića i sl., plesom i odgovarajućim formulama zazivanja, šaman dobiva odgovore i preporuke duhova o radnjama koje treba poduzeti radi dobrobiti plemena, liječenja bolesti i sl. 
Prve podatke o šamanizmu pronašli su u XIII. stoljeća misionari među Laponcima, a kod sibirskih plemena u XVII. stoljeća ruski monah Avakum Petrovič. Sličnih se vjerovanja može naći i kod američkih Indijanaca, te u nekim plemenima jugozapadne Afrike, Oceanije i Australije. Šamanizam je pobudio veliko zanimanje modernih antropologa, a najpotpunije ga je obradio Mircea Eliade (Šamanizam, arhaične tehnike ekstaze i dr.).